# Epidendrum odontochilum
Epidendrum odontochilum är en orkidéart som beskrevs av Eric Hágsater. Epidendrum odontochilum ingår i släktet Epidendrum och familjen orkidéer. Inga underarter finns listade i Catalogue of Life.